# Aul (Zwingenberg)

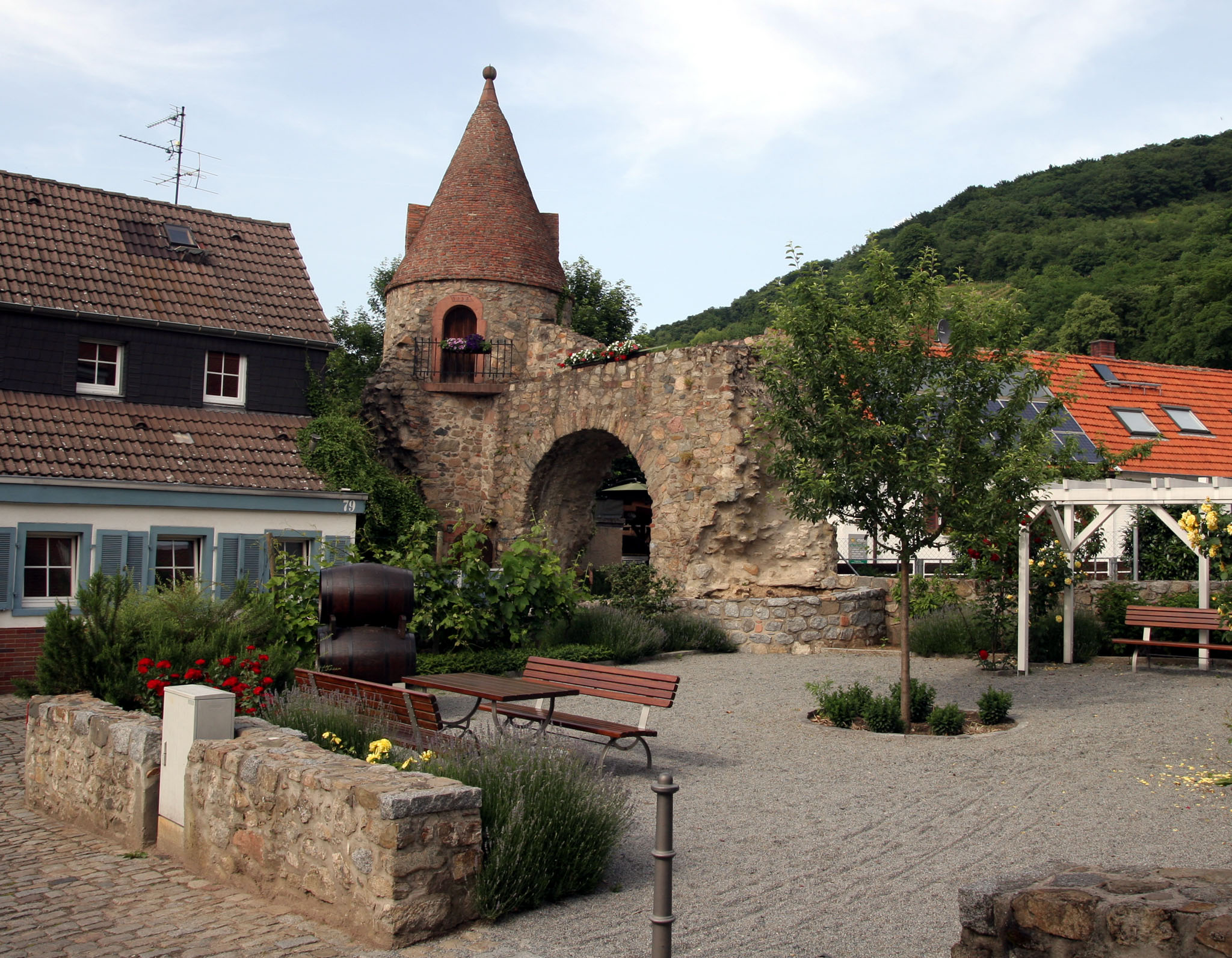
Die Aul (Ostseite)

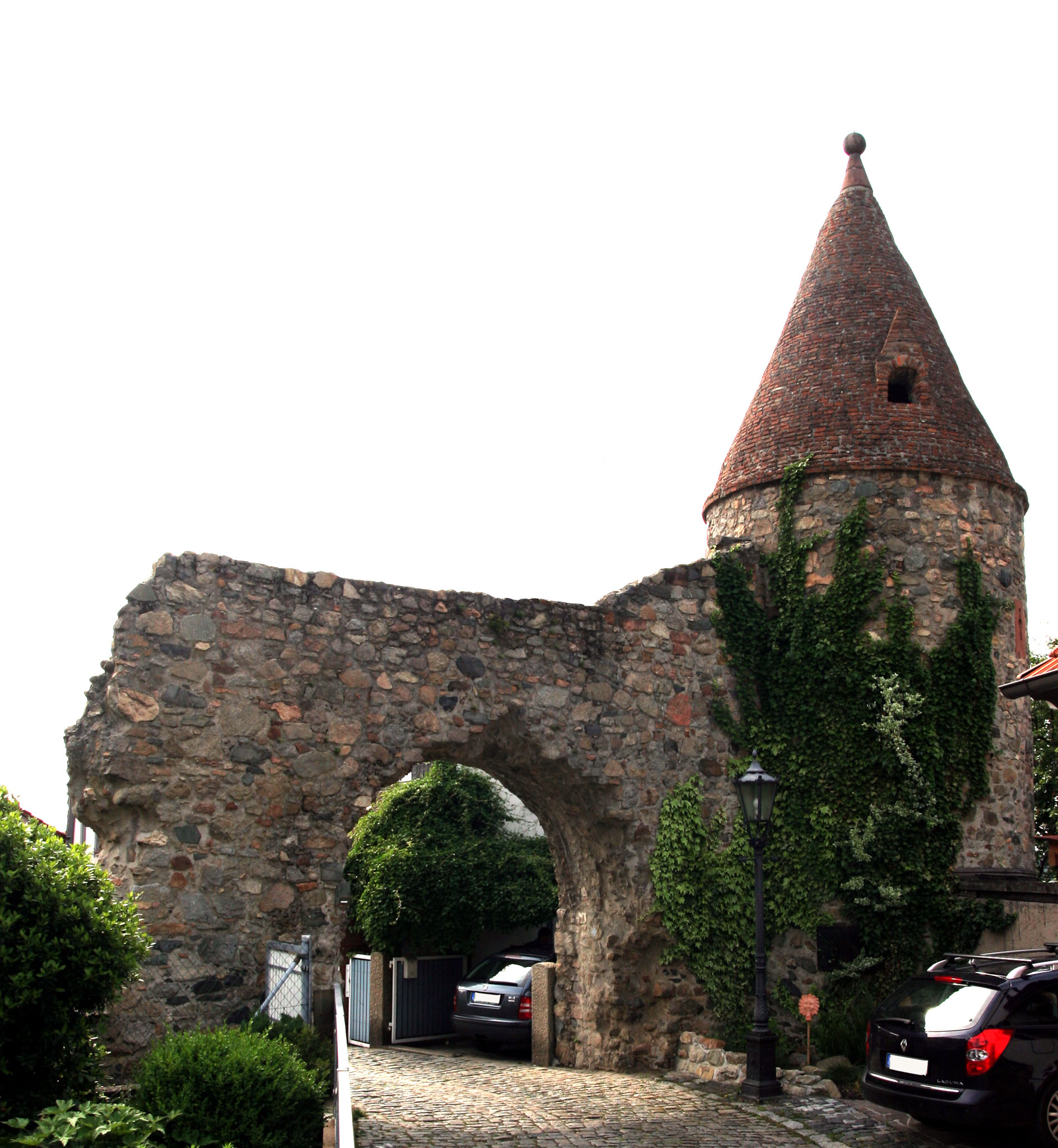
Die Aul (Westseite)

Die Aul ist der einzige erhaltene Befestigungsturm der Stadtmauer der Stadt Zwingenberg an der Bergstraße. Der Turm ist ein unter Denkmalschutz stehendes Kulturdenkmal.

## Geschichtliches
Der zweigeschossige Turm wurde aus Bruchsteinmauerwerk vermutlich im 14. Jahrhundert erbaut. Das spitze, mit Ziegelsteinen gedeckte Kegeldach hat kleine spitze Gauben mit Rundbogenöffnungen und an seiner Spitze einen Kugelknauf. An der Südseite des Turmes befinden sich zwei übereinanderliegende, rundbogig schließende Eingänge. Über den in Sandstein gefassten Eingängen sind die Jahreszahlen 1353 und 1532 eingelassen.
Südlich vom Turm schließen sich Reste der Stadtmauer an, deren Öffnung 1818 durch einen Torbogen vergrößert wurde. Zuvor befand sich an dieser Stelle nur eine kleine Schlupfpforte. 1979 wurde der Turm letztmals renoviert. Er befindet sich in der Straße Auf dem Berg, unmittelbar neben der Hausnummer 77 gelegen.